# Nederlands met Gebaren
Nederlands met Gebaren (NmG) ist gesprochenes Niederländisch mit Unterstützung durch Gesten. Bei NmG wird weiterhin Niederländisch gesprochen und die wichtigsten Wörter werden mit Gesten unterstützt. NmG macht gesprochenes Niederländisch visuell.
Niederländisch mit Gebärdensprache ist nicht dasselbe wie Nederlandse Gebarentaal (oder Vlaamse Gebarentaal). Echte Gebärdensprachen werden hauptsächlich von Menschen verwendet, die gehörlos geboren wurden oder eine prälinguale Gehörlosigkeit aufweisen. Menschen, die im späteren Alter plötzlich oder allmählich taub geworden sind (sogenannte postlinguale Taubheit), bevorzugen Niederländisch mit Gesten.
NmG ist Niederländisch, wobei das Lexikon und Elemente der Grammatik der lokalen Gebärdensprache zur visuellen Unterstützung verwendet werden. Es kommt zu Interferenzen zwischen den beiden Sprachen. NmG folgt weitgehend der Grammatik der niederländischen Sprache, einschließlich aller Sprichwörter, Redensarten und Ausdrücke. Dies steht im Gegensatz zur niederländischen und flämischen Gebärdensprache, die über eine eigene Grammatik und eigene Sprichwörter verfügen.
Bei NmG wird Niederländisch gesprochen. Dies bedeutet, dass die Stimme verwendet wird, genau wie jeder, der „normales“ Niederländisch spricht. Denn wenn die Stimme weggelassen wird, wird das Mundbild verzerrt. Dadurch ähnelt das Mundbild nicht mehr dem gesprochenen Niederländisch, wie es bekannt ist, was das Lippenlesen erschwert.

## Niederlande versus Flandern
Das in den Niederlanden verwendete NmG unterscheidet sich vom in Flandern verwendeten NmG. Natürlich handelt es sich in beiden Fällen um die Grammatik des Niederländischen. Allerdings sind die Zeichen, die das Niederländische unterstützen, in beiden Regionen sehr unterschiedlich (genauso wie die Flämische Gebärdensprache und die Niederländische Gebärdensprache unterschiedliche Sprachen sind).

## Grammatik
Der grammatikalische Unterschied zwischen der niederländischen Gebärdensprache (NGT) und Niederländisch mit Gebärdensprache (NmG) kann anhand von zwei Beispielen veranschaulicht werden.
Der niederländische Satz "Heb jij zin om met mij te lunchen?" wird wie folgt in Gesten übersetzt (Wörter in Klammern stellen eine Geste dar):
- In NmG werden 5 Gesten in der folgenden Reihenfolge verwendet:

[Heb]  [jij]  [zin] om   met [mij] te [lunchen]?
- In NGT werden Gesten in der folgenden Reihenfolge verwendet:

[Wij samen]  [lunchen]  [jij]  [zin]  [jij]?
Durch die Wiederholung der Geste für „jij“ am Ende wird signalisiert, dass eine Antwort erwartet wird.
Der Satz "De gele bal ligt in de kast" wird wie folgt wiedergegeben: 
- In NmG:

De [gele]  [bal] ligt [in] de [kast]
- In NGT:

[Kast]  [bal]  [geel]  [aanwezig]
Allerdings können niederländische Wörter, die mehr als eine Bedeutung haben können, im NmG auch mit mehr als einer Geste dargestellt werden. Beispielsweise kann das Wort „vallen“ in der gesprochenen Sprache auf eine Weise und in der Gebärdensprache auf mehrere Weisen dargestellt werden.
- Hij is gevallen.
- Ik val op jou.
- Hij valt op haar.
- Het blad valt niet ver van de boom.

Die Bedeutung von „vallen“ im zweiten Beispiel ist eine andere als im ersten, aber im NmG wird dafür dieselbe Geste verwendet, obwohl der Kontext eigentlich falsch ist. Im zweiten und dritten Satz ist die Richtung (Lokalisierung) des Verbs/der Geste unterschiedlich (ik op jou versus hij op haar), wobei jeder Person ihre eigene Position im Gestenraum zugewiesen wird. Dieser grammatische Aspekt kommt im gesprochenen Niederländisch nicht vor, im NmG jedoch schon. Im vierten Satz beeinflusst das Objekt die Handform und Bewegung der Geste. Ein Blatt fällt anders als ein Mensch, auch dies ist ein grammatikalischer Aspekt, der im gesprochenen Niederländisch nicht vorkommt, im NmD aber teilweise noch sichtbar ist.